# Робертс, Пол Крейг
Пол Крейг Ро́бертс (англ. Paul Craig Roberts; род. 3 апреля 1939 года, Атланта, Джорджия, США) — американский экономист, политический и экономический обозреватель.

## Биография
Кавалер Ордена Почётного легиона, республиканец, бывший помощник по экономической политике министра финансов США в администрации Рональда Рейгана (1981—1982). Работал старшим научным сотрудником Гуверовского института в Стэнфордском университете.
Бывший редактор и обозреватель газет «Уолл-стрит-джорнел», «Businessweek» и «Scripps Howard News Service». В своё время был автором постоянной колонки в газете «The Washington Times». По словам Робертса, после того как он выступил с критикой политики Джорджа Буша мл., с 2004 года ему не позволяют печататься в основных газетах страны.
Часто публикуется в журнале «CounterPunch» с критическими статьями о финансовой и экономической политике США времён администраций Буша-младшего и Барака Обамы.
В 2009 году выступил с критикой «цветных революций» в Грузии и в Украине, назвав их спланированными акциями ЦРУ.
В марте 2014 года охарактеризовал «Евромайдан» и смену власти на Украине как целенаправленную операцию США против России.
Резко критиковал деятельность президента США Барака Обамы и его администрации в отношении украинского кризиса.
В ноябре 2016 года обратился с просьбой о предоставлении российского гражданства.
В мае 2021 года обвинил власти США в манипулятивном искажении мировой информационной картины с помощью подконтрольных СМИ. При этом подчеркнув, что этому процессу поспособствовали и российские власти, которые «по трудным для понимания причинам» проявляют толерантность к этому.

## Шесть пунктов
Пол Робертс известен в США своей критикой президента Джорджа Буша — младшего. В 2005 году он опубликовал так называемые «шесть пунктов». Их краткое содержание:
1. Не существует никакого реального повышения числа рабочих мест, [опровергает статистику улучшений]. […] Новые работы создаются в секторах обслуживания — производства выводятся за рубеж.
2. США импортирует на 50 % больше, чем вывозит. Доллар резко упал, что подмывает сбережения иностранцев.
3. Недавно (26 января 2005 г.) Китайский экономический институт объявил, что «Китай потерял веру в стабильность доллара».

Вероятным следствием такого понимания станет прекращение использования иностранцами своих торговых прибылей для поддержки бухгалтерии США […].
4. Америка всё больше зависит от импорта. Половина дефицита с Китаем — американское заграничное (в Китае) производство для американского внутреннего рынка. Компании же утверждают, что аутсорсинг, вывоз производства, укрепляют экономику и создают работы. […]
5. Средняя зарплата в США в реальном исчислении падает. Если вывоз производства создаёт работы, то выходит, что созданные работы хуже, чем вывезенные. Это дорога в обнищание.
6. Всё происходит на фоне самых благоприятных стимулирующих условий, которые я видел когда-либо в моей жизни. Если и это не может создать рабочие места и улучшать зарплаты, что же сможет?

Когда доллар прекратит быть резервной валютой, Америка прекратит быть сверхдержавой […]

## Публикации
П. Робертс опубликовал множество статей в научных журналах, включая такие, как The Journal of Political Economy, Journal of Law and Economics
Journal of Law and Economics, Journal of Monetary Economics, Classica et Mediaevalia, Slavic Review, Soviet Studies, Oxford Economic Papers, Studies in Banking and Finance, Public Choice, Ethics, Cardoza Law Review, Rivista de Political Economica и Zeitschrift fur Wirtschafspolitik.
Ему принадлежит ряд публикаций в ведущих периодических изданиях мира, в том числе в Commentary, The Public Interest, The National Interest, Policy Review, National Review, The Independent Review, Harper’s, The New York Times, The Washington Post, The Los Angeles Times, Fortune, The Times, The Financial Times, The Spectator, The International Economy, Il Sole 24 Ore, Le Figaro, Libération и Нихон кэйдзай симбун.

### Книги
П. Робертс является автором 12 книг:
- Alienation and the Soviet Economy (1971, 1990) ISBN 0-8419-1247-5
- Marx’s Theory of Exchange, Alienation, and Crisis (1973, 1983) ISBN 0-03-069791-3 (Spanish language edition: 1974)
- The Supply Side Revolution: An Insider’s Account of Policymaking in Washington (1984) ISBN 0-674-85620-1 (Chinese language edition: 2012)
- Meltdown: Inside the Soviet Economy (1990) ISBN 0-932790-80-1
- The Capitalist Revolution in Latin America (1997) ISBN 0-19-511176-1 (Spanish language edition: 1999)
- The New Color Line: How Quotas and Privilege Destroy Democracy (1995) ISBN 0-89526-423-4
- The Tyranny of Good Intentions: How Prosecutors and Bureaucrats Are Trampling the Constitution in the Name of Justice (2000) ISBN 0-7615-2553-X (new edition: 2008)
- How the Economy Was Lost: The War of the Worlds (2010) ISBN 978-1-84935-007-5
- Wirtschaft Am Abgrund (2012) ISBN 978-3-938706-38-1
- Chile: Dos Visiones, La era Allende-Pinochet (2000) ISBN 956-284-134-0
- The Failure of Laissez Faire Capitalism and Economic Dissolution of the West (2012) ISBN 0-9860362-5-0
- How America was Lost. From 9/11 to the Police/Warfare State (2014) ISBN 978-0-9860362-9-3
  - Как Америка была потеряна : от 11/09 к полицейскому государству. — М. : Кучково поле, 2016. — 638 с. — ISBN 978-5-9950-0474-5